# Veere (commune)
Pour les articles homonymes, voir Veere.
Veere (en zélandais : Ter Veere) est une commune située sur l'ancienne île de Walcheren dans la province de Zélande aux Pays-Bas. La maison communale se situe à Dombourg.
Le 1er novembre 2013, la commune de Veere comptait 21 860 habitants.

## Géographie

### Localités
La commune comprend les localités suivantes :
- Veere
- Vrouwenpolder
- Oostkapelle
- Dombourg (Domburg)
- Westkapelle
- Aagtekerke
- Grijpskerke
- Serooskerke
- Gapinge
- Meliskerke
- Zoutelande
- Biggekerke
- Coudekerque (Koudekerke)
- Dishoek

### Communes limitrophes

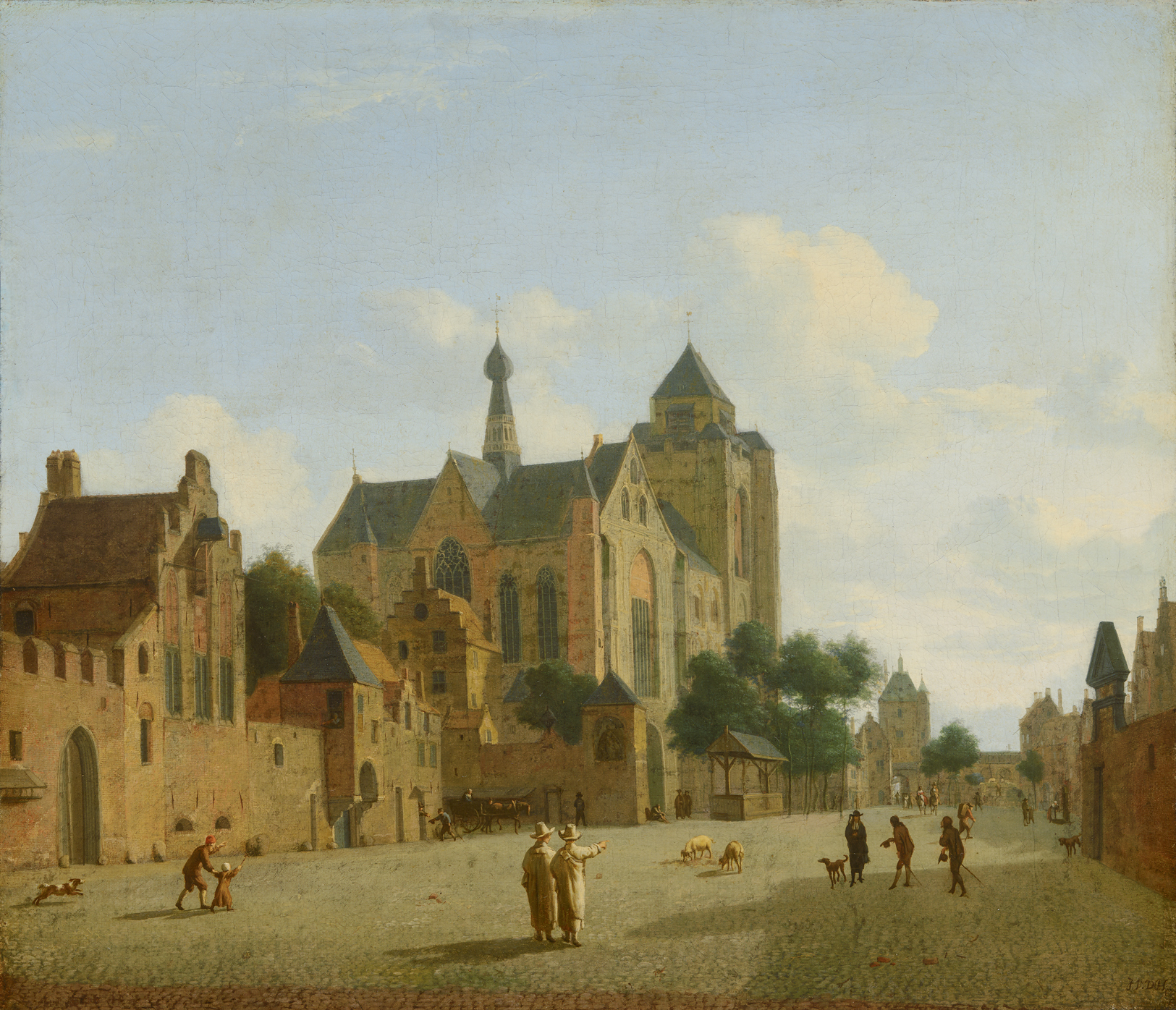
Jan van der Heyden (1637-1712) : L'église de Veere, Zélande

|             | Beveland-Nord | Beveland-Nord |
|             | Veere         |               |
| Middelbourg | Middelbourg   | Middelbourg   |

## Histoire
Le prince Guillaume  nomme gouverneur de Veere   jean Bonnot Heer Van Cormaillon , le 18 mai 1573 , puis en 1579 , ou il avait "pars magna" dans la défense et la conquête de la Zélande contre Mondragon. Il se rendit à Utrecht comme otage en juillet 1574 pour remplacer Marnix de St Aldegonde, qui fut alors autorisé à aller en Hollande participer aux négociations de Paix.  Il fut membre à sa libération de la commission de Paix commerciale de Breda en 1575.

## Politique et administration

### Conseil communal
Le conseil communal de Veere se compose de 19 sièges. Voici la composition du conseil à partir de 1996 :
| Parti                | 1996 | 2002 | 2006 | 2010 | 2014 |
| -------------------- | ---- | ---- | ---- | ---- | ---- |
| SGP/Union chrétienne | -    | -    | 5    | 4    | 5    |
| CDA                  | 5    | 5    | 5    | 4    | 4    |
| VVD                  | 4    | 4    | 3    | 4    | 3    |
| PVDA/Gauche verte    | 3    | 4    | 5    | 4    | 3    |
| DTV                  | -    | 1    | 1    | 2    | 3    |
| D66                  | 1    | -    | -    | 1    | 1    |
| SGP                  | 4    | 4    | -    | -    | -    |
| RPF/GPV              | 1    | 1    | -    | -    | -    |
| AOV/Union 55+        | 1    | -    | -    | -    | -    |
| Total                | 19   | 19   | 19   | 19   | 19   |